# Глядково (Рязанский район)
Глядково — деревня в Окском сельском поселении Рязанского района Рязанской области России.

## Расположение
Расположено в 18 километрах на юг от Рязани.

## История
С 2005 года — в составе Вышетравинского сельского поселения, с 2017 года — в составе Окского сельского поселения.

## Население
| 2010 |
| ---- |
| 14   |